# 에난트산
에난트산(영어: enanthic acid) 또는 헵탄산(영어: heptanoic acid)은 7개의 탄소로 구성된 카복실산이다. 불쾌한 썩은 냄새가 나는 기름기 있는 액체이며 몇몇 썩은 냄새가 나는 기름 냄새에 기여한다. 에난트산은 물에는 약간만 용해되지만, 에탄올과 에테르에는 매우 잘 녹는다.

## 생산 및 사용
피마자유로부터 얻은 리시놀레산의 메틸 에스터(에스테르)는 에난트산의 상업적인 주요 전구물질이다. 리시놀레산의 메틸 에스터는 10-운데센산의 메틸 에스터와 헵타날로 열분해되고 이어서 카복실산으로 산화된다. 1980년에 미국과 유럽에서 약 20,000톤이 소비되었다. 에난트산은 방향제 및 인공 향료에 쓰이는 에틸 헵타노에이트와 같은 에스터의 제조에 사용된다.
|  |

에난트산은 테스토스테론 에난테이트, 트렌볼론 에난테이트, 드로스타놀론 에난테이트 및 메테놀론 에난테이트(프리모볼란)과 같은 약물의 제조에서 스테로이드를 에스터화(에스테르화)하는데 사용된다. 또한 담배의 많은 첨가물 중의 하나이다.